# فرودگاه اشتوتگارت
فرودگاه اشتوتگارت (به آلمانی: Flughafen Stuttgart) یک فرودگاه همگانی مسافربری با کد یاتا STR است که یک باند فرود بتن دارد و طول باند آن ۳۳۴۵ متر است. این فرودگاه در شهر اشتوتگارت کشور آلمان قرار دارد و در ارتفاع ۳۸۹ متری از سطح دریا واقع شده‌است.

## شرکت‌های هواپیمایی و مقصدهای پروزای
| شرکت‌های هواپیمایی                                          | مقصدهای پروازی | پایانه |
| ---------------------------------------------------------- | --- | ------ |
| آدریا ایرویز                                               | چارتر: فرودگاه بین‌المللی پریشتینا | ۳      |
| اژین ایرلاینز                                              | فرودگاه بین‌المللی آتن، فرودگاه بین‌المللی سالونیک فصلی: فرودگاه بین‌المللی هراکلین، فرودگاه بین‌المللی رود | ۱      |
| ایر لینگاس                                                 | فصلی: فرودگاه دوبلین | ۳      |
| آئروفلوت                                                   | فرودگاه بین‌المللی شرمتیوو | ۳      |
| Air Cairo                                                  | فرودگاه بین‌المللی غردقه | ۴      |
| ایر فرانس اجرا توسط CityJet                                | فرودگاه شارل دوگل پاریس | ۳      |
| ایر صربیا                                                  | فرودگاه بلگراد نیکولا تسلا | ۳      |
| ایر ویا                                                    | چارتر فصلی: فرودگاه بورگاس، فرودگاه وارنا | ۴      |
| AIS Airlines                                               | فرودگاه بین‌المللی مانستر اوسنابروک | ۱      |
| اطلس گلوبال                                                | فصلی: فرودگاه آنتالیا | ۴      |
| آستریا ایر                                                 | فرودگاه بین‌المللی وین، فرودگاه گراتس | ۲      |
| بلو ایر                                                    | فرودگاه بین‌المللی بکو (آغاز از ۲ ژوئن ۲۰۱۶)، فرودگاه بین‌المللی هنری کواندا، فرودگاه بین‌المللی سیبیو، فرودگاه تورین کاسله | ۴      |
| بریتیش ایرویز                                              | فرودگاه هیترو لندن | ۱      |
| بلغاریا ایر                                                | چارتر فصلی: فرودگاه بورگاس | ۴      |
| بلغارین ایر چارتر                                          | چارتر فصلی: فرودگاه بورگاس، فرودگاه وارنا | ۴      |
| کوندور فلوگدینست                                           | فرودگاه آنتالیا، فرودگاه فوئرته‌ونتورا، فرودگاه مادیرا، فرودگاه گرن کناریا، فرودگاه بین‌المللی غردقه، فرودگاه لانزاروته، فرودگاه لا پالما، فرودگاه تنریف جنوبی فصلی: فرودگاه دالامان، فرودگاه بین‌المللی هراکلین، فرودگاه خرث، فرودگاه بین‌المللی جزیره کوس، فرودگاه ملی جزیره میکناس، فرودگاه پالما د مایورکا، فرودگاه ملی اکتیون، فرودگاه بین‌المللی رود، فرودگاه ملی سادورینی (تیرا) | ۳      |
| کرندون ایرلاینز                                            | فرودگاه آنتالیا | ۴      |
| دلتا ایرلاینز                                              | فرودگاه بین‌المللی هارتسفیلد-جکسون آتلانتا | ۳      |
| ایزی‌جت                                                     | فرودگاه ادینبرو، فرودگاه گاتویک، فرودگاه میلانو مالپنسا، فرودگاه فرنسیسکو جسا کارنئیرو، فرودگاه ونیز مارکو پولو (آغاز از ۲۹ مارس ۲۰۱۶) | 3      |
| الین‌ایر                                                    | فصلی: فرودگاه بین‌المللی هراکلین (آغاز از ۱۰ اوت ۲۰۱۶)، فرودگاه بین‌المللی سالونیک (آغاز از ۱۲ اوت ۲۰۱۶) |        |
| یورووینگز                                                  | فرودگاه برلین تگل (آغاز از ۲۷ مارس ۲۰۱۶)، فرودگاه برمن، فرودگاه هامبورگ | ۱, ۲   |
| فلای‌بی                                                     | فرودگاه بیرمنگام | ۳      |
| فری‌برد ایرلاینز                                            | چارتر فصلی: فرودگاه آنتالیا | ۴      |
| جرمنیا (شرکت هواپیمایی)                                    | فرودگاه بین‌المللی لارناکا (آغاز از ۳ مه ۲۰۱۶) چارتر: فرودگاه بین‌المللی پریشتینا | ۴      |
| جرمن‌وینگز                                                  | فرودگاه اسخیپول آمستردام، فرودگاه بارسلونا-ال پرات، فرودگاه باری، فرودگاه برلین شونفلد، فرودگاه برلین تگل، فرودگاه برمن، فرودگاه بروکسل (تعلیق‌شده)، فرودگاه بین‌المللی بوداپست فرنک لیست، فرودگاه کاتانیا-فونتاناروسا، فرودگاه درسدن، فرودگاه هامبورگ، فرودگاه هانوفر-لانگنهاگن، فرودگاه بین‌المللی هراکلین، فرودگاه لایپزیگ/هال، فرودگاه لیسبون پورتلا، فرودگاه هیترو لندن، فرودگاه استانستد لندن، فرودگاه مالاگا، فرودگاه میلانو مالپنسا، فرودگاه ناپل، فرودگاه نیس کوت دازور، فرودگاه بین‌المللی پریشتینا، فرودگاه لئوناردو دا وینچی-فیومیچینو، فرودگاه روستوک-لاگه، فرودگاه بین‌المللی سارایوو، فرودگاه اسپلیت، فرودگاه بین‌المللی سالونیک، فرودگاه بین‌المللی وین، فرودگاه زاگرب فصلی: فرودگاه بین‌المللی اسن‌بوغا، فرودگاه آنتالیا، فرودگاه بین‌المللی آتن، فرودگاه باستیا – پورتا، فرودگاه بلگراد نیکولا تسلا، فرودگاه بیلبائو، فرودگاه بریندیسی، فرودگاه کگلیاری-الماس، فرودگاه بین‌المللی کورفو، فرودگاه دوبروونیک، فرودگاه فارو، فرودگاه گرن کناریا، فرودگاه هرینگسدورف، فرودگاه ایبیزا (اسپانیا)، فرودگاه بین‌المللی صبیحه گوکچن، فرودگاه عدنان مندرس، فرودگاه بین‌المللی کاوالا، فرودگاه بین‌المللی جان پل دوم کراکوف-بالیس، فرودگاه لامتزیا ترمه، فرودگاه اولبیا - کاستا اسمرالدا، فرودگاه پالما د مایورکا، فرودگاه پولا (آغاز از ۱ اوت ۲۰۱۶)، فرودگاه بین‌المللی کفلاویک، فرودگاه رییکا، فرودگاه بین‌المللی مادر ترزای تیرانا، فرودگاه بین‌المللی تونس قرطاج، فرودگاه والنسیا، فرودگاه وارنا، فرودگاه زادر | ۱, ۲   |
| ایبریا اکسپرس                                              | فرودگاه مادرید-باراخاس فصلی: فرودگاه پالما د مایورکا (آغاز از ۱۸ ژوئن ۲۰۱۶) | 3      |
| کی‌ال‌ام اجرا توسط کی‌ال‌ام سیتی‌هاپر                           | فرودگاه اسخیپول آمستردام | ۳      |
| لوفت‌هانزا                                                  | فرودگاه بین‌المللی فرانکفورت | ۱      |
| لوفت‌هانزا رجینال اجرا توسط لوفت‌هانزا سیتی‌لاین              | فرودگاه مونیخ | ۱      |
| مونته‌نگرو ایرلاینز                                         | چارتر فصلی: فرودگاه تیوات | ۴      |
| Nesma Airlines                                             | چارتر فصلی: فرودگاه بین‌المللی غردقه | ۴      |
| نوول‌ایر                                                    | فرودگاه بین‌المللی دیربا–زارزیس، فرودگاه بین‌المللی النفیضه حمامات | ۴      |
| انور ایر                                                   | فرودگاه بین‌المللی آتاترک فصلی: فرودگاه آنتالیا | ۴      |
| هواپیمایی پگاسوس                                           | فرودگاه بین‌المللی اسن‌بوغا، فرودگاه بین‌المللی ارکیلت، فرودگاه بین‌المللی صبیحه گوکچن، فرودگاه عدنان مندرس | ۳٬۴    |
| رایان‌ایر                                                   | فرودگاه منچستر | ۳      |
| هواپیمایی اسکاندیناوی                                      | فرودگاه کپنهاگ | ۱      |
| Sea Air                                                    | فرودگاه اوسیک (آغاز از ۲۸ مارس ۲۰۱۶) | TBC    |
| Small Planet Airlines                                      | فصلی: فرودگاه پالما د مایورکا | ۴      |
| سان دور اینترنشنال ایرلاینز اجرا توسط ال عال               | فصلی: فرودگاه بین‌المللی بن گوریون (آغاز از ۵ ژوئیه ۲۰۱۶) | ۴      |
| سان اکسپرس                                                 | فرودگاه عدنان مندرس فصلی: فرودگاه آنتالیا، فرودگاه بین‌المللی صبیحه گوکچن | ۴      |
| سان‌اکسپرس دویچلند                                          | فرودگاه آدانا، فرودگاه بین‌المللی اسن‌بوغا، فرودگاه میلاس-بودروم، فرودگاه دالامان، فرودگاه اوگوزلی، فرودگاه بین‌المللی غردقه، فرودگاه عدنان مندرس (آغاز از ۱ ژوئیه ۲۰۱۶)، فرودگاه بین‌المللی ارکیلت، فرودگاه مراکش-منارا، فرودگاه بین‌المللی مرسی عالم، فرودگاه چهارشنبه سامسون، فرودگاه ترابزون فصلی: فرودگاه بین‌المللی هراکلین، فرودگاه فوئرته‌ونتورا، فرودگاه لانزاروته (آغاز از ۳ مه ۲۰۱۶)، فرودگاه بین‌المللی رود، فرودگاه وارنا چارتر فصلی: فرودگاه بین‌المللی راس الخیمه | ۳, ۴   |
| سوئیس اینترنشنال ایرلاینز اجرا توسط Swiss Global Air Lines | فرودگاه زوریخ | ۲      |
| تیلویند ایرلاینز                                           | فرودگاه آنتالیا | ۴      |
| تی‌یوآی‌فلای                                                 | فرودگاه رابیل، فرودگاه فوئرته‌ونتورا، فرودگاه گرن کناریا، فرودگاه بین‌المللی غردقه، فرودگاه لانزاروته، فرودگاه بین‌المللی مرسی عالم، فرودگاه تنریف جنوبی فصلی: فرودگاه آنتالیا، فرودگاه ارویدسیاور، فرودگاه بریندیسی، فرودگاه بین‌المللی خانیا، فرودگاه بین‌المللی کورفو، فرودگاه دالامان، فرودگاه فارو، فرودگاه بین‌المللی هراکلین، فرودگاه ایبیزا (اسپانیا)، فرودگاه عدنان مندرس، فرودگاه خرث، فرودگاه بین‌المللی جزیره کوس، فرودگاه مادیرا، فرودگاه منورکا، فرودگاه پالما د مایورکا، فرودگاه بین‌المللی رود، فرودگاه بین‌المللی امیلکر کبرل، فرودگاه بین‌المللی بن گوریون | ۳      |
| ترکیش ایرلاینز                                             | فرودگاه بین‌المللی آتاترک، فرودگاه بین‌المللی صبیحه گوکچن فصلی: فرودگاه آدانا، فرودگاه بین‌المللی اسن‌بوغا، فرودگاه آنتالیا، فرودگاه عدنان مندرس، فرودگاه بین‌المللی ارکیلت، فرودگاه ترابزون | ۱      |
| تووین جت                                                   | فرودگاه لیون-سینت اگزوپری | ۱      |
| ویولینگ                                                    | فرودگاه بارسلونا-ال پرات، فرودگاه لئوناردو دا وینچی-فیومیچینو | ۳      |

## شرکت‌های هواپیمایی و مقصدهای پروازی

### مسافری
The following airlines offer regular scheduled and charter flights at Stuttgart Airport:
| شرکت‌های هواپیمایی                                          | مقصدهای پروازی |
| ---------------------------------------------------------- | --- |
| آدریا ایرویز                                               | فصلی: پریشتینا |
| ایجین ایرلاینز                                             | آتن، سالونیک فصلی: هراکلین |
| ایر لینگاس                                                 | فصلی: دوبلین |
| آئروفلوت                                                   | شرمتیوو |
| ایر بخارست                                                 | چارتر فصلی: پریشتینا |
| ایر قاهره                                                  | غردقه |
| ایر فرانس اجرا توسط هاپ!                                   | شارل دوگل پاریس |
| ایر صربیا                                                  | بلگراد نیکولا تسلا |
| AIS Airlines                                               | مانستر اوسنابروک |
| اطلس گلوبال                                                | فصلی: آنتالیا |
| آسترین ایرلاینز                                            | وین، گراتس |
| بلو ایر                                                    | هنری کواندا، سیبیو |
| بی‌ام‌آی رجیونال                                             | روستوک-لاگه (آغاز از ۲۸ اکتبر ۲۰۱۷) |
| بوراجت                                                     | آدانا |
| بریتیش ایرویز                                              | هیترو لندن |
| بلغارین ایر چارتر                                          | چارتر فصلی: بورگاس، وارنا |
| کوندور فلوگدینست                                           | آنتالیا، فوئرته‌ونتورا، کریستیانو رونالدو، گرن کناریا، غردقه، لا پالما، لانزاروته، تنریف جنوبی فصلی: خانیا، کورفو، هراکلین، خرز، جزیره کوس، پالما د مایورکا، ملی اکتیون، رود، ملی سادورینی، زاکینثوس |
| کرندون ایرلاینز                                            | آنتالیا، مراکش-منارا |
| دلتا ایرلاینز                                              | هارتسفیلد-جکسون آتلانتا |
| ایزی‌جت                                                     | ادینبرو، گاتویک، میلانو مالپنسا، فرنسیسکو جسا کارنئیرو، ونیز مارکو پولو |
| الین‌ایر                                                    | فصلی: هراکلین، سالونیک |
| یورو وینگز                                                 | برلین تگل، برمن، هامبورگ |
| یورو وینگز                                                 | آلیکانته-الچه (آغاز از ۲۷ مارس ۲۰۱۸), اسخیپول آمستردام، بارسلونا-ال پرات، باری، برلین تگل، برمن، بروکسل، بوداپست فرنک لیست، کاتانیا-فونتاناروسا، درسدن، فارو، هامبورگ، هانوفر، هراکلین، لا پالما (آغاز از ۵ نوامبر ۲۰۱۷)، لایپزیگ/هال، لیسبون پورتلا، استانستد لندن، مالاگا، میلانو مالپنسا، ناپل، نیس کوت دازور، لئوناردو دا وینچی-فیومیچینو، روستوک-لاگه (پایان در ۲۷ اکتبر ۲۰۱۷)، اسپلیت، سالونیک، وین، زاگرب فصلی: آنتالیا، آتن، باستیا – پورتا، بلگراد نیکولا تسلا، بیلبائو، بریندیسی، کگلیاری-الماس، خانیا، دوبروونیک، گرن کناریا، ایبیزا، کاوالا، جان پل دوم کراکوف-بالیس، اولبیا - کاستا اسمرالدا، پالما د مایورکا، گالیله، پولا، رود، رییکا، والنسیا، زادر |
| یورو وینگز اجرا توسط جرمن‌وینگز                             | لارناکا، هیترو لندن، پریشتینا، سارایوو فصلی: اسن‌بوغا، بورگاس، کورفو، هرینگسدورف، صبیحه گوکچن، عدنان مندرس، لامتزیا ترمه، کفلاویک، اوسیک، مادر ترزای تیرانا، وارنا |
| Express Airways                                            | چارتر: پریشتینا |
| فلای‌بی                                                     | بیرمنگام |
| فری‌برد ایرلاینز                                            | چارتر فصلی: آنتالیا |
| جرمنیا                                                     | پافوس فصلی: آلمریا |
| ایبریا اکسپرس                                              | مادرید-باراخاس فصلی: پالما د مایورکا |
| کاال‌ام اجرا توسط کی‌ال‌ام سیتی‌هاپر                           | اسخیپول آمستردام |
| لوت پولیش ایرلاینز                                         | شوپن ورشو |
| لوفت‌هانزا                                                  | فرانکفورت |
| لوفت‌هانزا رجینال اجرا توسط لوفت‌هانزا سیتی‌لاین              | مونیخ |
| نوول‌ایر                                                    | النفیضه حمامات، دیربا–زارزیس |
| انور ایر                                                   | فصلی: آنتالیا، آتاترک |
| پگاسوس ایرلاینز                                            | اسن‌بوغا، ارکیلت، صبیحه گوکچن، عدنان مندرس |
| رایان‌ایر                                                   | منچستر |
| هواپیمایی اسکاندیناوی                                      | کپنهاگ، استکهلم-آرلاندا |
| Small Planet Airlines (Germany)                            | فصلی: لارناکا چارتر فصلی: پالما د مایورکا |
| سان دور اینترنشنال ایرلاینز اجرا توسط ال عال               | فصلی: بن گوریون |
| سان اکسپرس                                                 | آدانا، اسن‌بوغا، آنتالیا، عدنان مندرس، ارکیلت فصلی: میلاس-بودروم، دالامان، اوگوزلی، چهارشنبه سامسون، ترابزون |
| سان‌اکسپرس دویچلند                                          | فوئرته‌ونتورا، غردقه، لانزاروته، مرسی عالم فصلی: بورگاس، هراکلین (برقراری مجدد از ۵ اکتبر ۲۰۱۷)، وارنا |
| سوئیس اینترنشنال ایرلاینز اجرا توسط سوئیس گلوبال ایر لاینز | زوریخ |
| تیلویند ایرلاینز                                           | آنتالیا فصلی: آدانا، ارکیلت |
| تاپ پرتغال اجرا توسط TAP Express                           | لیسبون پورتلا |
| تی‌یوآی‌فلای                                                 | رابیل، فوئرته‌ونتورا، گرن کناریا، غردقه، لانزاروته، تنریف جنوبی فصلی: آدانا، آنتالیا، ارویدسیاور، بریندیسی، کورفو، دالامان، فارو، کریستیانو رونالدو، هراکلین، ایبیزا، خرز، ارکیلت، جزیره کوس، منورکا، پالما د مایورکا، آراکسوس، رود، امیلکر کبرل |
| ترکیش ایرلاینز                                             | آتاترک، صبیحه گوکچن فصلی: اسن‌بوغا، آنتالیا، عدنان مندرس، ارکیلت، Ordu-Giresun، ترابزون |
| تووین جت                                                   | لیون-سینت اگزوپری |
| ویولینگ                                                    | بارسلونا-ال پرات، لئوناردو دا وینچی-فیومیچینو |

### باری
| شرکت‌های هواپیمایی                                    | مقصدهای پروازی                       |
| ---------------------------------------------------- | ------------------------------------ |
| دویچه پست اجرا توسط تی‌یوآی‌فلای                       | هانوفر                               |
| دویچه پست اجرا توسط جرمن‌وینگز                        | برلین تگل                            |
| دی‌اچ‌ال اوییشن اجرا توسط یوروپین ایر ترنسپورت لایپزیگ | لایپزیگ/هال                          |
| فدکس اکسپرس اجرا توسط ای‌اس‌ال ایرلاینز ایرلند         | فرانکفورت، کاتوویتس، شارل دوگل پاریس |